# Gifttyde
Gifttyde (Cicuta virosa) er en flerårig plante i skærmplantefamilien. Det er en sumpplante med en 50-120 centimeter høj stængel, der forneden går over i en tyk, roeformet jordstængel. Hele planten er dødeligt giftig. Den vokser spredt i Danmark og findes desuden i det øvrige Nord- og Centraleuropa samt i Asiens tempererede egne. Planten har tidligere været anvendt som lægemiddel. I Kamtjatka har de indfødte brugt jordstænglens saft som pilegift.
Navnet gifttyde er dannet i nyere tid i analogi med det ældre navn skarntyde.

## Beskrivelse
Gifttyde blomstrer fra juli til august med hvide blomster i hvælvede dobbeltskærme. De brungule frø, der er 1,5 til 2,2 mm lange, kan sprede sig ved at flyde på vandet, fordi de indeholder et svampet, luftfyldt væv. Bladene er tredobbelt snitdelte med smalle lancetformede afsnit med savtakket rand. Jordstænglen har en kvalmende lugt, og ved gennemskæring fremkommer en gullig skarptsmagende, meget giftig saft.
Planten vokser på lavt vand ved bredden af søer og åer.

## Giftighed
Det er den farligste giftplante i den danske flora, idet den indeholder det yderst giftige stof cicutoxin. Giften kan give krampeanfald. Både mennesker og kreaturer er døde af planten. Planten bevarer sin giftighed efter tørring. Jordstænglen er luftfyldt og kan især om efteråret ses opskyllet på bredden af søer og åer. Den kan derfor være til fare for børn der tror, den er spiselig.